# Massacre de Kfar Aza
Durante o ataque do Hamas a Israel, em 7 de outubro de 2023, cerca de 70 militantes do Hamas atacaram Kfar Aza, um kibutz localizado a cerca de 3 quilômetros da fronteira com a Faixa de Gaza, massacrando residentes e sequestrando vários reféns. O número total de vítimas ainda não era conhecido até 10 de outubro. O kibutz tinha 400 residentes. Levou dois dias para as Forças de Defesa de Israel restabelecerem a ordem. O ataque foi notável pelo seu nível de violência, com alegações de decapitações e desmembramento de bebês e adultos, bem como disseminação de histórias falsas sobre o ocorrido.

## Massacre
Por volta de 70 milicianos do Hamas conseguiram atravessar um muro que separava o kibutz da Faixa de Gaza na manhã de 7 de outubro de 2023. Após entrarem no kibutz, que fica a 3 quilômetros de Gaza, os militantes procederam a massacrar os residentes da comunidade. Os militantes islâmicos iniciaram seu ataque à comunidade mirando o lado oeste da mesma, uma área do kibutz próxima a Gaza onde viviam famílias com crianças pequenas. Membros do kibutz com treinamento militar, que formaram uma guarda armada voluntária, lutaram contra os milicianos invasores para defender a comunidade. Todos os membros da guarda armada voluntária do kibutz foram mortos, e os milicianos ampliaram o ataque em todas as direções. Os milicianos invasores incendiaram casas e mataram residentes civis. Corpos foram encontrados com as mãos amarradas. De acordo com a BBC News, parece que a maioria das vítimas do massacre morreu nas primeiras horas do ataque.
Até 10 de outubro de 2023, os soldados ainda estavam percorrendo a comunidade para recuperar os corpos. O número total de civis mortos ainda não é conhecido, mas havia alegações de que os mortos incluem pelo menos 40 crianças. Membros das Forças de Defesa de Israel que responderam ao local disseram em entrevista à i24News que alguns corpos das 40 crianças mortas foram encontrados decapitados, embora o Departamento de Relações Públicas das Forças de Defesa de Israel tenha informado à Agência Anadolu em 10 de outubro que não podia confirmar relatos de bebês decapitados. A BBC entrevistou Davidi Ben Zion, comandante da Unidade 71, que afirmou que vários civis foram decapitados. Libby Weiss, porta-voz do exército israelense, disse à CBS News que soldados disseram pra ele que bebês e menores de idade haviam sido decapitados ao lado de corpos de adultos desmembrados.
O Hamas nega que o ataque tenha envolvido decapitação de bebês. Até dia 12, não havia evidência fotográfica de decapitação de bebês, como anunciado pela i24News. O canal é conhecido por fazer informações sem base sobre o conflito israelo-palestino. Foram compartilhadas imagens geradas por inteligência artificial em redes sociais como evidência dos bebês mortos, que foram rapidamente identificadas como falsas. O fotojornalista israelente Aren Ziv conversou com soldados no local, disse não ter visto evidência da decapitação, e disse que Israel utiliza informações falsas para "justificar seus crimes de guerra". Mesmo sem confirmação, diversos veículos de mídia divulgaram a informação dos 40 bebês decapitados.
Além disso, os milicianos sequestraram reféns no kibutz e a Associated Press confirmou que quatro reféns foram sequestrados em 7 de outubro. O Major General de Israel, Itai Veruv, descreveu o massacre como um ataque terrorista.
Antes do massacre, a comunidade tinha 400 residentes. Levou dois dias e meio para as Forças de Defesa de Israel reestabelecerem a ordem. Os paraquedistas da Unidade 71 lideraram o assalto para retomar a comunidade.
Jornalistas foram autorizados a acessar o local em 10 de outubro. O Hamas também divulgou imagens de vídeo do ataque.

## Vítimas

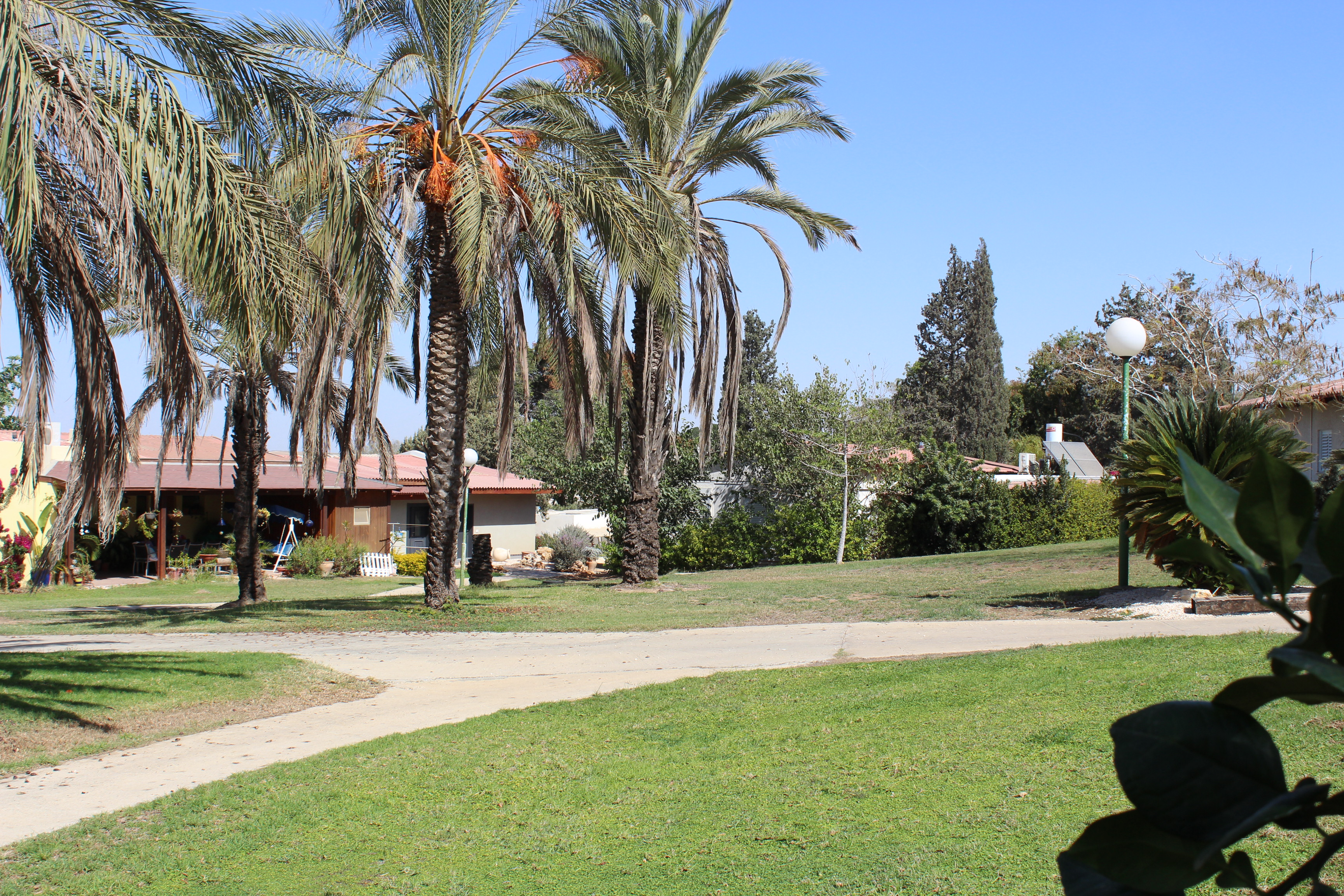
Kefar Aza antes do massacre

De acordo com a BBC News, parece que a maioria das vítimas do massacre morreu nas primeiras horas do ataque. Até 10 de outubro de 2023, soldados ainda estavam vasculhando a comunidade em busca dos corpos. Soldados israelenses na cidade afirmaram que vários civis foram decapitados. Crianças e bebês, segundo relatos, estavam entre os mortos.

### Alegação de decapitações
Um membro das Forças de Defesa de Israel (IDF) que respondeu ao local afirmou em uma entrevista à I24NEWS que 40 crianças foram mortas, algumas delas decapitadas pelo Hamas. A CBS News posteriormente entrevistou Yossi Landau, chefe regional da organização de socorristas ZAKA, que afirmou que bebês e menores foram decapitados junto com os corpos de adultos desmembrados. Diferentes versões da história foram divulgadas, incluindo afirmações de que "dúzias" de bebês haviam sido decapitados, ou então que foram enforcados ou ainda queimados.
Uma alegação de que vários bebês foram decapitados também foi feita pelo porta-voz do primeiro-ministro de Israel, Benjamin Netanyahu, e a alegação mais destacada foi repetida pelo presidente dos Estados Unidos, Joe Biden, que afirmou ter visto evidências fotográficas disso. A Casa Branca posteriormente negou que Biden tenha visto imagens fotográficas e esclareceu que ele se referia a relatórios da mídia e declarações de Netanyahu.
As IDF afirmaram à Insider que não investigariam mais a alegação, citando que seria "desrespeitoso com os mortos" fazê-lo. O escritório de Netanyahu divulgou fotos de bebês mortos, afirmando que eles foram mortos e queimados no ataque. O Jerusalem Post afirmou que essas imagens confirmaram que bebês foram decapitados, enquanto a NBC News afirmou que a alegação não pôde ser verificada de forma independente e que nenhuma evidência fotográfica de bebês decapitados foi fornecida. A CNN informou que as alegações de decapitação não puderam ser confirmadas. O jornal de Israel Haaretz afirmou que a história é falsa. Ishay Coen, jornalista do site Kikar Hashabbat, havia divulgado a informação, e depois apagou ao receber a informação da fabricação.

### Propagação de desinformação
A alegação de que 40 bebês foram decapitados ganhou ampla atenção nas redes sociais, com mais de 40 milhões de impressões no X (anteriormente Twitter), propagada pelo site israelense I24NEWS e pela conta oficial de Israel. A alegação chegou à primeira página de quase uma dúzia de jornais britânicos. A NBC News afirmou que a alegação provavelmente era incorreta e se baseava na confusão de duas declarações separadas feitas por soldados das IDF.
As alegações de decapitação de bebês foram compartilhadas pela mídia, sem confirmação do exército de Israel. Uma investigação apurou que a fonte da informação foi David Ben Zion, comandante da Unidade 71, extremista que incitou violência contra palestinos.